# Ghaylān ibn Marwan al Dimashqi
Ghaylān ibn Marwan al Dimashqi (n. în secolul al VII-lea - d. 723) a fost un teolog islamic.
A fost una dintre cele mai proeminente figuri din istoria islamului. A fost unul dintre cei mai importanți teologi din cadrul Școlii Qadarite , Mu’tazila. Ghaylān a fost condamnat în toate școlile islamice de gândire, în afară de Școala Mu’tazilită. Dacă gândirea lui Ghaylān sau a Școlii Mu’tazilite ar fi avut oportunitatea pe parcursul istoriei să conducă islamul, nu ar fi ajuns niciodată islamul să ducă la efecte violente, ci ar fi susținut toleranța, pacea, fiind astfel un element pozitiv al civilizației. Din păcate, Ghaylān a fost condamnat la moarte și omorât cu cruzime, ceea ce va fi detaliat în acest articol. Mentorul lui Ghaylān a fost Ma'bad ibn Khālid al-Juhanī. Acesta a fost fondatorul Școlii Qadarite. Ghaylān a preluat de la mentorul lui concepția despre libertatea umană și Ghaylān a dezvoltat această concepție. Elementul central al gândirii Școlii Qadarite a fost ideea libertății umane de acțiune. Ghaylān a negat credința în predestinare sau fatalism. Gândirea lui Ghaylān a fost caracterizată de utilizarea rațiunii și utilizarea logicii în raționament. Ghaylān a considerat că textul Coranului trebuie pus sub microscopul minții și textul profetic (hadis) nu trebuie să fie în contradicție cu textul Coranului. Ghaylān a negat că Dumnezeu (Allah) a vorbit cu Moise pe Muntele Sinai considerând că nu putem gândi că Dumnezeu ar avea voce, mai ales că în Coran este scris în partea 25, Sura 42, Sfatul, că „Nimic nu este asemenea lui".
Se presupune că Ghaylān a negat atributele lui Allah. Ghaylān a negat ideea că ar fi Coranul la fel de vechi ca Dumnezeu.

## Viața și concepția teologică
Unele surse spun că Ghaylān a trăit în Damasc în apropierea porții de la est. Ghaylān a mai fost numit și ibn Yuns. Ghaylān a fost servitor din tribul Rasip. Ghaylān a fost apoi membru al armatei făcând parte din cavalerie și a luptat alături de Harth ibn Surih în campaniile conduse de acesta. Ghaylān a fost acuzat că este evreu de evreii din Yemen. Ghaylān l-a cunoscut pe Muqatil ibn Sulayman, acesta era comentator celebru al gânditorilor Mușabiha. Ghaylān și Muqatil ibn Sulayman au frecventat aceeași moschee, au discutat ideile filosofice, dar Ghaylān nu a fost de acord cu toate ideile lui Muqatil ibn Sulayman. După aceea, Ghaylān a fost exilat în Iran. Ghaylān a primit învățătură de la Muhammad ibn al-Hanafiyya din Medina (imam al unui secte șiia). Muhamad ibn al-Hanafiyya a admirat abilitatea lui Ghaylān de a aduce argumente puternice împotriva omeiazilor, dar când a auzit aceste argumente a prezis că Ghaylān va fi omorât din porunca omeiazilor. Ghaylān a fost al treilea gânditor musulman care și-a sacrificat viața pentru ideile lui, înaintea lui au murit în mod asemănător Umar al Maqśuś și Jahm ibn Safwan. Elocvența lui Ghaylān era celebră, la fel ca și devotamentul pentru credințele lui, pentru concepția lui. Ghaylān a făcut publice ideile sale, concepția sa pe stradă, fără teamă de omeiazi. În articolul „Theological Conflicts in Early Islamic Era: the Execution of Ghaylān ibn Muslim al-Dimashqī al-Qadarī”, Spahic Omer a evidențiat pricipiile susținute de Ghaylān și de reprezentanții Școlii Qadarite. Unul dintre aceste principii era libertatea omului, omul a fost considerat de acești gânditori "autorul tuturor faptelor bune sau rele". Ghaylān și qadariții au contestat că imamāh (conducerea) musulmanilor poate aparține doar clanului Quraysh. Ei au considerat că alegerea în această poziție de conducere nu trebuie să depindă de apartenența tribală. Spahic Omer a evidențiat că Ghaylān și gânditorii qadariți au considerat că imām-ul (liderul comunității) trebuia ales în urma consensului comunității (ummah). Spahic Omer a menționat în articolul său că Al Shahrastānī (unul dintre istoricii foarte importanți ai istoriei islamului) a descris gândirea teologică a lui Ghaylān utilizând cuvintele: al-qadr, al-irjā, al-kharāj. Al-qadr se referă la libertatea omului, al-irjā se referă la ultima judecată a celor cu păcate grave, iar al-kharāj se referă la revolta împotriva conducătorilor nedrepți. Conform lui Spahic Omer, Ghaylān și Ma'bad au considerat că omeiazi nu fuseseră aleși prin consensul musulmanilor și, de aceea, nu erau potriviți pentru a conduce. Ghaylān a fost secretar în administrația lui Umar (unul dintre califii omeiazi cei mai drepți) în Damasc. Umar îi admira ideile, iar Ghaylān discuta ideile sale cu Umar ibn Abd al Aziz, calif omeiad cu care a avut o relație bună. Umar i-a dat sarcină să se ocupe de strângerea impozitelor. Ghaylān era însărcinat și să primească nemulțumirile, plângerile din partea populației și să se ocupe de rezolvarea acestora. Ghaylān a vândut bunuri ale omeiazilor în piețele din Damasc, iar banii strânși au fost puși în fondurile pentru oameni săraci. Ghaylān spunea în piață când vindea aceste bunuri ale omeiazilor: “Vino la bunurile trădătorilor (se referea la omeiazi), vino la bunurile nedreptății!”. Hishām ibn Abd al-Malik a auzit despre aceste lucruri și a fost furios. Atunci nu era calif, era prinț. Acesta a spus: "Rușine! Părinții mei și bunicii mei! Jur pe Dumnezeu că dacă îl prind îi tai mâinile și picioarele!” Spahic Omer a menționat că Ghaylān ar fi spus despre Hishām că Allah nu l-a făcut niciodată calif. După ce Hishām a luat puterea, Ghaylān a fugit în Armenia. A fost prins în Armenia și a fost adus la închisoare.

## Condamnarea la moarte
Ghaylān a fost arestat din ordinul lui Hishām, iar acesta a dat ordine și să fie organizată o dezbatere între Ghaylān și un savant sirian, al-Awz'ī. În această dezbatere savantul sirian a contestat argumentele lui Ghaylān, dar acesta a refuzat să renunțe la convingerile lui. Tot Hishām a ordonat să fie arse cărțile lui Ghaylān și a dispărut mai ales celebra sa carte „Despre al-Mușabiha”. Califul Hishām ibn Abd al-Malik hotărâse dinainte ca Ghaylān să fie omorât prin pedepsirea la moarte, dar a vrut ca acest fapt să fie legitimat. Înainte ca Ghaylān să moară, Hishām a ordonat să îi fie tăiate mâinile și picioarele. Ghaylān a fost purtat în piață să îl vadă oamenii răstignit și Hishām a spus: „Ai văzut ce a făcut Dumnezeu pentru tine?” Ghaylān i-a răspuns: „Nu Dumnezeu a făcut asta, ci tu ai făcut asta.”
Ghaylān a avut și o teorie politică, economică și socială mai importantă decât concepția religioasă. El s-a revoltat împotriva omeiazilor, care au impus suferință, nedreptate, cruzime și ferocitate asupra musulmanilor săraci. Ghaylān respingea nedreptatea socială și politică impusă de omeiazi.

## Concepția despre libertate
În cartea „O introducere în științele islamice” scrisă de Murtada Matahhari au fost evidențiate ideile susținute de Ghaylān al-Dimashqi. Conform celor scrise în această carte în prima jumătate a secolului II (Hegira) erau discutate de către gânditorii musulmani problema predestinării (jabr), a liberului arbitru (ikiyar) și problema justiției divine. În secolul I doi gânditori musulmani au susținut ideile de liber arbitru și libertate umană: Ma’bad al-Juhanī și Ghaylān al-Dimashqi, iar conform acestei surse de informare primul dintre aceștia a murit în 80 (699), iar al doilea dintre aceștia a murit în 105 (723). Autorul cărții „O introducere în științele islamice” a menționat că alți gânditori s-au opus ideilor de liber arbitru și libertate umană și au susținut predestinarea (jabr), iar susținătorii liberului arbitru au fost numiți qadariți, iar susținătorii predestinării au reprezentat “jabriyyah”. Conform celor scrise în cartea „O introducere în științele islamice”, propagarea ideii de liber abritru în rândul musulmanilor s-a datorat lui Ghaylān al-Dimashqi și lui Ma’bad al-Juhanī. Conducătorii omeiazi susțineau ideea de soartă și predestinare, aceste idei erau în concordanță cu interesele politice. Concepția conform căreia totul este “Voința lui Dumnezeu” era folosită de conducătorii omeiazi în scopul justificării modului de conducere opresiv și ilegitim. Problema libertății umane și a destinului au fost discutate de Ghaylān al-Dimashqi și lui Ma’bad al-Juhanī, dar concepția acestora era contrară ideilor exprimate de conducătorii omeiazi. Noțiunile de liber arbitru și libertate umană erau respinse de omeiazi, iar Ghaylān al-Dimashqi și lui Ma’bad al-Juhanī au fost amândoi omorâți.